# Tabanus sufis
Tabanus sufis är en tvåvingeart som beskrevs av Jaennicke 1867. Tabanus sufis ingår i släktet Tabanus och familjen bromsar. Inga underarter finns listade i Catalogue of Life.